# Ivan Ivanovič Fedjuninskij
Ivan Ivanovič Fedjuninskij (in russo Иван Иванович Федюнинский?; Gilëva, 30 luglio 1900 – Mosca, 17 ottobre 1977) è stato un generale sovietico durante la seconda guerra mondiale, decorato con il titolo di Eroe dell'Unione Sovietica.

## Biografia
Fedjuninskij nacque nel governatorato di Tobol'sk in una famiglia contadina. Finì la scuola nel suo villaggio nel 1913 e fu assunto come decoratore e pittore. Entrò nell'Armata Rossa nel 1919. Combatté sul fronte occidentale durante la guerra civile russa e fu ferito in due occasioni. Studiò in seguito nella scuola di fanteria di Vladivostok tra il 1923 e il 1924 e fu assegnato ad un reggimento di fanteria. Dal 1919 al 1940 servì nell'Estremo oriente russo combattendo durante la guerra sino-sovietica e come comandante del 24º reggimento motorizzato durante la battaglia di Khalkhin Gol, che gli valse il titolo di Eroe dell'Unione Sovietica. Fu promosso nel 1940 a comandante di divisione, prendendo il comando della 82ª divisione divisione fucilieri, in seguito trasformata in divisione motorizzata.
Fu comandante del 15º corpo fucilieri della 5ª armata fino al 22 giugno 1941. Dopo diversi comandi di armate, inclusa la 54ª armata  e la 42ª armata nell'area di Leningrado, prese il comando della 2ª armata d'assalto poco prima della battaglia di Narva. Dal 1946 al 1951 comandò la 7ª armata della guardia.
Dopo la guerra fu vice-comandante del Gruppo di forze sovietiche in Germania (1951-1954), comandante della distretto militare transcaucasico (1954-1957) e comandante del distretto militare del Turkestan (1957-1965). Fu promosso al rango di Generale d'armata nel 1955 e fu ispettore e consigliere al ministero della difesa sovietico dal 1965 alla morte. Fu anche deputato al Soviet Supremo.
Fedjuninskij fu decorato con quattro Ordini di Lenin, cinque Ordini della bandiera rossa, due Ordini di Suvorov (1ª e 2ª classe), due Ordini di Kutuzov, con l'Ordine della Stella rossa, con l'Ordine del Servizio alla patria nelle forze armate, altre numerose medaglie e diversi ordini e medaglie straniere.